# Forest (Misisipi)
Forest es una ciudad del Condado de Scott, Misisipi, Estados Unidos. Según el censo de 2000 tenía una población de 5.987 habitantes.

## Demografía
Según el censo de 2000, había 5.987 personas, 2.085 hogares y 1.478 familias residiendo en la localidad. La densidad de población era de 177,7 hab./km². Había 2.257 viviendas con una densidad media de 67,0 viviendas/km². El 40,35% de los habitantes eran blancos, el 50,88% afroamericanos, el 0,40% amerindios, el 0,53% asiáticos, el 0,07% isleños del Pacífico, el 5,85% de otras razas y el 1,92% pertenecía a dos o más razas. El 12,71% de la población eran hispanos o latinos de cualquier raza.
Según el censo, de los 2.085 hogares en el 36,5% había menores de 18 años, el 41,6% pertenecía a parejas casadas, el 24,1% tenía a una mujer como cabeza de familia, y el 29,1% no eran familias. El 23,7% de los hogares estaba compuesto por un único individuo, y el 10,6% pertenecía a alguien mayor de 65 años viviendo solo. El tamaño promedio de los hogares era de 2,80 personas y el de las familias de 3,25.
La población estaba distribuida en un 29,3% de habitantes menores de 18 años, un 10,6% entre 18 y 24 años, un 27,5% de 25 a 44, un 19,7% de 45 a 64, y un 13,0% de 65 años o mayores. La media de edad era 32 años. Por cada 100 mujeres había 94,8 hombres. Por cada 100 mujeres de 18 años o más, había 91,5 hombres.
Los ingresos medios por hogar en la localidad eran de 25.638 dólares ($), y los ingresos medios por familia eran 29.767 $. Los hombres tenían unos ingresos medios de 23.825 $ frente a los 17.277 $ para las mujeres. La renta per cápita para la ciudad era de 16.484 $. El 23,5% de la población y el 21,6% de las familias estaban por debajo del umbral de pobreza. El 29,5% de los menores de 18 años y el 13,8% de los habitantes de 65 años o más vivían por debajo del umbral de pobreza.

## Geografía
Según la Oficina del Censo de los Estados Unidos, Forest tiene un área total de 33,7 km² de los cuales 33,7 km² corresponden a tierra firme y 0,1 km² a agua. El porcentaje total de superficie con agua es 0,15%.